# Kasper Dolberg
Kasper Dolberg Rasmussen (Silkeborg, 6 oktober 1997) is een Deens voetballer die doorgaans als centrumspits speelt. Dolberg debuteerde in 2016 in het Deens voetbalelftal. Hij werd in juli 2023 door RSC Anderlecht voor vijf miljoen euro overgenomen van OGC Nice en tekende een vierjarig contract. Op 8 november 2021 maakte Dolberg bekend dat hij aan diabetes type 1 lijdt, maar dat zijn voetbalcarrière niet in het gedrang komt.

## Clubcarrière

### Silkeborg IF
Dolberg begon zijn carrière bij GFG Voel. Hij maakte vervolgens de overstap naar Silkeborg IF. De spits maakte als zeventienjarige zijn debuut voor het eerste elftal. Op 17 mei 2015 verving hij, in een thuiswedstrijd tegen Brøndby IF, na ruim een uur spelen Adeola Runsewe. De wedstrijd werd met 2–0 verloren door Silkeborg IF.

### Ajax

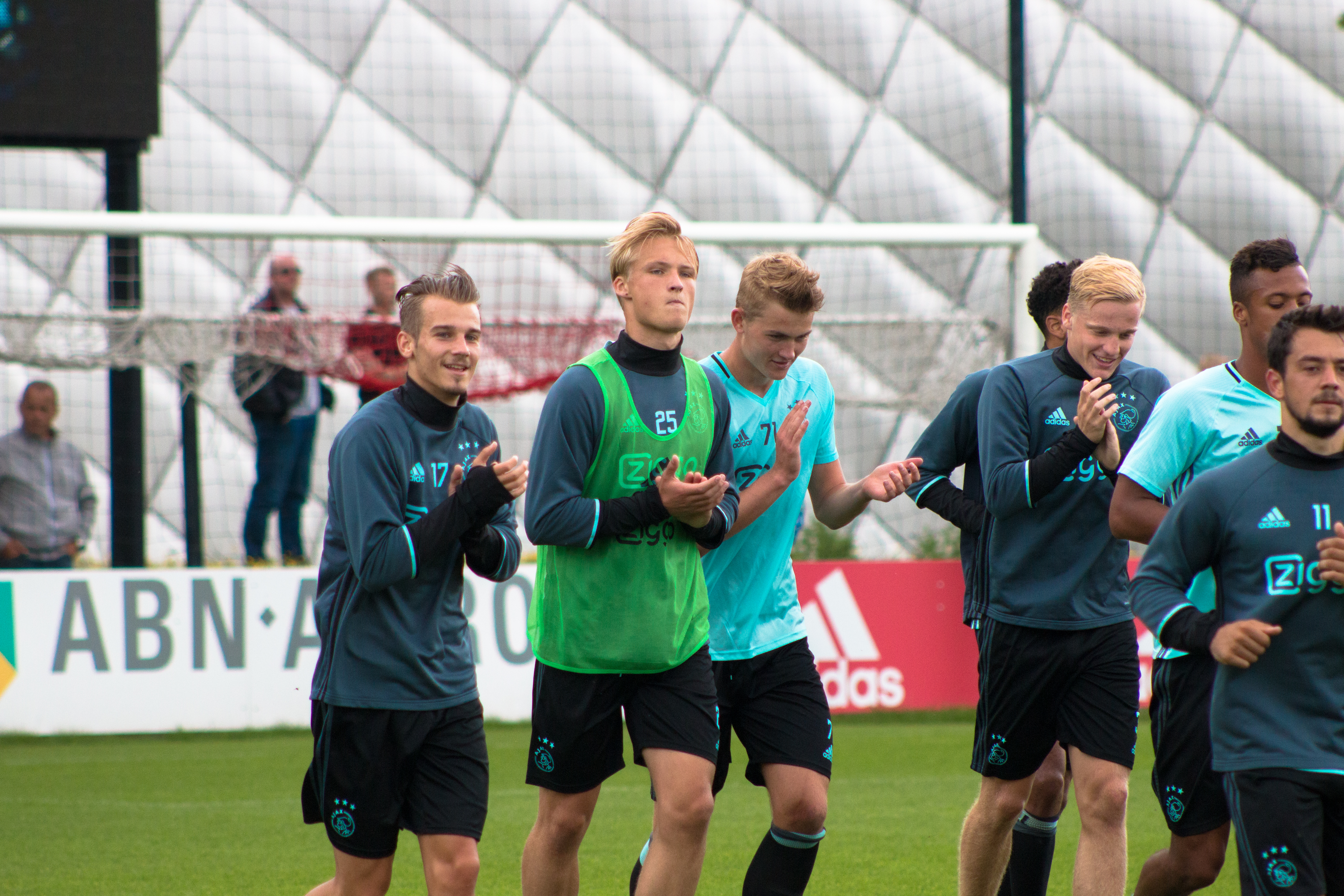
Kasper Dolberg tijdens een training van Ajax in 2016

Dolberg trainde in 2014 een aantal maal mee bij de A1 van Ajax dat op 5 januari 2015 een overeenstemming had bereikt met hem over een contract voor drie seizoenen. Met ingang van het seizoen 2015/16 sloot hij aan bij de A-junioren van Ajax waarmee hij ook deelnam aan de UEFA Youth League. Op 21 december 2015 maakte trainer Frank de Boer bekend dat Dolberg mee mocht met het eerste elftal op trainingskamp naar Turkije. Op 13 mei 2016, net nadat Ajax het kampioenschap verspeeld had tegen De Graafschap en De Boer aangekondigd had te vertrekken bij Ajax, verlengde Dolberg zijn contract tot medio 2021 bij Ajax.
De opvolger van De Boer, Peter Bosz haalde Dolberg tijdens de voorbereiding op het seizoen 2016/17 bij de A-selectie. Dolberg mocht mee op trainingskamp naar Oostenrijk. In een vriendschappelijk duel met FC Liefering, ter afsluiting van dit trainingskamp, maakte hij zijn officieuze debuut voor Ajax. Zijn eerste officiële wedstrijd in het eerste elftal van Ajax was op 26 juli 2016, in de derde voorronde van de UEFA Champions League tegen PAOK Saloniki. Hij maakte in deze wedstrijd de 1–1, tevens de eindstand. In de thuiswedstrijd tegen Roda JC op 13 augustus 2016 scoorde hij zijn eerste Eredivisie-doelpunten voor Ajax. Dolberg nam de 1–0 en de 2–1 voor zijn rekening. Dolberg maakte op 20 november 2016 voor het eerst in zijn profcarrière een hattrick. Tijdens een met 5–0 gewonnen competitiewedstrijd tegen N.E.C. maakte hij de eerste drie doelpunten. Door deze hattrick mag Dolberg zich de jongste buitenlandse Ajacied met een hattrick achter zijn naam noemen. In dit seizoen bereikt Ajax de finale van de UEFA Europa League. In dit toernooi scoort Dolberg 6 keer. Aan het einde van dit voor hem zeer succesvolle seizoen, waarin hij 16 goals maakt in de Eredivisie, won Dolberg de Marco van Basten- award voor Talent van het jaar. Op 16 mei 2017 werd bekend dat Dolberg ook de Johan Cruijff Prijs voor talent van het jaar in de Eredivisie over het seizoen 2016/17 had gewonnen. Volgens De Telegraaf biedt AS Monaco 50 miljoen voor de spits, maar Ajax verkoopt hem niet.
In vergelijking met het zeer succesvolle seizoen 2016-2017, verloopt seizoen 2017-2018 teleurstellend. Hoewel Dolberg is aangewezen als eerste spits, weet Klaas-Jan Huntelaar hem regelmatig uit het elftal te verdringen. Ajax speelt dat seizoen geen Europees voetbal. In december 2017 loopt Dolberg een hardnekkige voetblessure op, die hem bijna tot het einde van het seizoen aan de kant zou houden. Sinds die blessure heeft hij zijn oude vorm nog niet gehaald.
Ook tijdens het begin van seizoen 2018-2019 kampt Dolberg nog met verschillende blessures. In september 2018 is hij hersteld, waarna hij geleidelijk steeds meer speeltijd krijgt. Dolberg is echter niet de vaste keuze als spits: ook Huntelaar en Dušan Tadić worden op deze positie ingezet. Op 22 oktober 2018 verlengt hij zijn contract bij Ajax tot medio 2022. Met Ajax wint hij de dubbel, en daarmee zijn eerste prijzen in teamverband. Hoewel Ajax de halve finale van de Champions League haalt, weet Dolberg niet te scoren in dit toernooi.
Voor het begin van seizoen 2019-20 stelt Dolberg zichzelf ten doel om opnieuw de eerste spits van Ajax te worden. Op 27 juli stond hij in de basis tijdens de wedstrijd om de Johan Cruijff Schaal XXIV-2019. Hij maakte in deze door Ajax met 2-0 van PSV gewonnen wedstrijd al in de eerste minuut een doelpunt. Hij verbrak hiermee het oude record van Ola Toivonen uit 2012, die drie minuten nodig had. Na nog twee basisplaatsen tijdens de eerste eredivisiewedstrijd tegen Vitesse en de uitwedstrijd tegen PAOK Saloniki wordt hij medio augustus echter niet in de selectie opgenomen voor de terugwedstrijd tegen PAOK Saloniki en de eredivisiewedstrijd tegen VVV. Dit blijkt de voorbode te zijn van een vertrek naar OGC Nice, dat hem voor 20,5 miljoen euro overneemt van Ajax.

### OGC Nice
Het eerste seizoen van Dolberg bij Nice (2019/20) verliep positief. Hij werd clubtopscorer en werd door de fans gekozen tot speler van het jaar.

## Carrièrestatistieken
| Seizoen         | Club                 | Land                | Competitie         | Competitie | Competitie | Beker | Beker | Internationaal | Internationaal | Overig | Overig | Totaal | Totaal |
| Seizoen         | Club                 | Land                | Competitie         | Wed.       | Dlp.       | Wed.  | Dlp.  | Wed.           | Dlp.           | Wed.   | Dlp.   | Wed.   | Dlp.   |
| --------------- | -------------------- | ------------------- | ------------------ | ---------- | ---------- | ----- | ----- | -------------- | -------------- | ------ | ------ | ------ | ------ |
| 2014/15         | Silkeborg IF         | Vlag van Denemarken | Superligaen        | 3          | 0          | 0     | 0     | —              | —              | —      | —      | 3      | 0      |
| 2016/17         | Ajax                 | Vlag van Nederland  | Eredivisie         | 29         | 16         | 2     | 0     | 17             | 7              | —      | —      | 48     | 23     |
| 2017/18         | Ajax                 | Vlag van Nederland  | Eredivisie         | 23         | 6          | 3     | 3     | 4              | 0              | —      | —      | 30     | 9      |
| 2018/19         | Ajax                 | Vlag van Nederland  | Eredivisie         | 25         | 11         | 4     | 1     | 9              | 0              | 1      | 0      | 39     | 12     |
| 2019/20         | Ajax                 | Vlag van Nederland  | Eredivisie         | 1          | 0          | 0     | 0     | 1              | 0              | 1      | 1      | 3      | 1      |
| 2019/20         | OGC Nice             | Vlag van Frankrijk  | Ligue 1            | 23         | 11         | 3     | 0     | 0              | 0              | —      | —      | 17     | 8      |
| 2020/21         | OGC Nice             | Vlag van Frankrijk  | Ligue 1            | 25         | 6          | 1     | 0     | 3              | 0              | 0      | 0      | 29     | 6      |
| 2021/22         | OGC Nice             | Vlag van Frankrijk  | Ligue 1            | 26         | 6          | 4     | 1     | 0              | 0              | 0      | 0      | 30     | 7      |
| 2022/23         | → Sevilla FC         | Vlag van Spanje     | Primera División   | 4          | 0          | 0     | 0     | 4              | 0              | 0      | 0      | 8      | 0      |
| 2022/23         | →TSG 1899 Hoffenheim | Vlag van Duitsland  | Bundesliga         | 13         | 1          | 1     | 1     | 0              | 0              | 0      | 0      | 14     | 2      |
| 2023/24         | RSC Anderlecht       | Vlag van België     | Jupiler Pro League | 29         | 13         | 3     | 0     | —              | —              | 7      | 1      | 39     | 14     |
| Carrière totaal | Carrière totaal      | Carrière totaal     | Carrière totaal    | 201        | 70         | 21    | 6     | 38             | 7              | 9      | 2      | 269    | 85     |

Bijgewerkt op 11 mei 2024.

## Interlandcarrière
Bondscoach Åge Hareide riep Dolberg op 31 oktober 2016 voor het eerst op voor het Deens voetbalelftal. Hij debuteerde op 11 november 2016 voor de nationale ploeg. Hij viel die dag in de 82e minuut in voor Andreas Cornelius tijdens een met 4–1 gewonnen kwalificatiewedstrijd voor het WK 2018, thuis tegen Kazachstan. Zijn eerste doelpunt als international volgde op 10 juni 2017. Hij maakte die dag de 1–3 tijdens een met diezelfde cijfers gewonnen WK-kwalificatiewedstrijd in en tegen datzelfde Kazachstan.
Dolberg maakte deel uit van het Deense team dat actief was op het WK van 2018, maar kreeg slechts 15 minuten speeltijd. Hij werd op 30 mei 2024 door Kasper Hjulmand opgenomen in de Deense selectie voor het EK 2024 in Duitsland. Denemarken speelde in de groepsfase gelijk Slovenië, Engeland en Servië, waarna het in de achtste finales werd uitgeschakeld door gastland Duitsland (2–0). Dolberg kwam op het toernooi in actie als invaller tegen Slovenië en Servië.
| Interlands van Kasper Dolberg voor Denemarken | Interlands van Kasper Dolberg voor Denemarken | Interlands van Kasper Dolberg voor Denemarken | Interlands van Kasper Dolberg voor Denemarken | Interlands van Kasper Dolberg voor Denemarken | Interlands van Kasper Dolberg voor Denemarken |
| №                                             | Datum                                         | Wedstrijd                                     | Uitslag                                       | Soort Wedstrijd                               | Doelpunten                                    |
| Als speler bij Ajax                           | Als speler bij Ajax                           | Als speler bij Ajax                           | Als speler bij Ajax                           | Als speler bij Ajax                           | Als speler bij Ajax                           |
| --------------------------------------------- | --------------------------------------------- | --------------------------------------------- | --------------------------------------------- | --------------------------------------------- | --------------------------------------------- |
| 1.                                            | 11 november 2016                              | Denemarken – Kazachstan                       | 4 – 1                                         | Kwalificatie WK 2018                          |                                               |
| 2.                                            | 6 juni 2017                                   | Denemarken – Duitsland                        | 1 – 1                                         | Vriendschappelijk                             |                                               |
| 3.                                            | 10 juni 2017                                  | Kazachstan – Denemarken                       | 1 – 3                                         | Kwalificatie WK 2018                          | 81'                                           |
| 4.                                            | 8 oktober 2017                                | Denemarken – Roemenië                         | 1 – 1                                         | Kwalificatie WK 2018                          |                                               |
| 5.                                            | 2 juni 2018                                   | Zweden – Denemarken                           | 0 – 0                                         | Vriendschappelijk                             |                                               |
| 6.                                            | 9 juni 2018                                   | Denemarken – Mexico                           | 2 – 0                                         | Vriendschappelijk                             |                                               |
| 7.                                            | 26 juni 2018                                  | Denemarken – Frankrijk                        | 0 – 0                                         | Wereldkampioenschap 2018                      |                                               |
| 8.                                            | 13 oktober 2018                               | Ierland – Denemarken                          | 0 – 0                                         | Nations League 2018                           |                                               |
| 9.                                            | 16 oktober 2018                               | Denemarken – Oostenrijk                       | 2 – 0                                         | Vriendschappelijk                             |                                               |

Bijwerkt tot en met 16 oktober 2018

## Erelijst
Als speler
| Eredivisie           | 1x | 2018/19 |
| KNVB beker           | 1x | 2018/19 |
| Johan Cruijff Schaal | 1x | 2019    |

Individueel
| Nederland                |    |                             |
| Ajax Clubtopscorer       | 1x | 2016/17 (met 16 doelpunten) |
| Ajax Talent van het jaar | 1x | 2016/17                     |
| Johan Cruijff Prijs      | 1x | 2016/17                     |